# Bondo (distrikt)
Bondo är ett av Kenyas 71 administrativa distrikt, och ligger i provinsen Nyanza. År 1999 hade distriktet 238 780 invånare. Huvudorten är Bondo.